# Гінзбург Олександр Маркович
Олекса́ндр Ма́ркович Гі́нзбург (нар. 4 липня 1876, Слов'янськ Ізюмського повіту Харківської губернії — пом. 1949, Харків, Українська РСР) — український та радянський архітектор, науковий діяч, засновник конструктивізму в архітектурі.

## Життєпис
Народився 4 липня 1876 року в місті Слов'янську Ізюмського повіту Харківської губернії (тепер — районний центр Донецької області) в єврейській родині заможного лікаря, почесного громадянина Слов'янська та статського радника Марка Гінзбурга. У 1877 році родина переїхала до Харкова, де оселилася в будинку по вулиці Сумський, 11 — на розі з провулком Грабовського.
У 1894 році з похвальною грамотою закінчив Третю харківську чоловічу гімназію, у 1898-му — математичний факультет Харківського університету. Подорожував Європою, відвідав 13 країн, де знайомився із шедеврами світової архітектури; вивчав математику в Берлінському університеті (1899). У 1903 році закінчив інженерний факультет Харківського технологічного інституту, отримав диплом інженера-механіка і право на ведення будівельних робіт. Вчителями О. Гінзбурга в інституті були такі талановиті архітектори як М. Ловцов, С. Загоскін, Ю. Цауне, О. Молокін О. Бекетов та інші.
У 1903 році у Харкові створив власне проєктне бюро «Залізобетон», яке виконувало приватні замовлення з проєктування різних будівель. У 1903—1905 рр. на провулку Грабовського 4, по сусідству з будинком батьків О. М. Гінзбург будує власний прибутковий будинок. Проєкт будинку був виконаний спільно з архітектором старої школи  І. І. Загоскіним. Брав участь у громадському житті міста, був членом архітектурно-будівельного відділу Харківського технічного товариства, утвореного у 1904 році. Писав статті з архітектурно-інженерних питань, брав участь в архітектурних конкурсах.
У 1912 році зодчому довелося піддати частковій реконструкції власний будинок. 27 квітня 1911 року газета «Южный край» писала про пожежу та вибух у будівлі на вулиці Сумській, 11. Допомагав йому у реконструкції інженер Плахотько.
Після більшовицького перевороту 1917 року втратив усю власність і, щоб уникнути репресій, виїхав до Ростова-на-Дону. Викладав до 1922 року, потім відновлював Донбас.
У 1923—1924 рр. Гінзбург працював головним інженером будівництва Губернського продовольчого комітету та Донвугілля в Артемівську (Бахмуті).
До Харкова повернувся у 1924 р., активно займався промисловою архітектурою, брав участь у реконструкції Фабрики імені Тінякова та інших підприємств легкої промисловості.
З 1933 по 1938 роки викладав в Промисловій академії, з 1933 — в Індустріальному інституті Наркомвугілля.
З початком війни в армію Гінзбурга не взяли — через сильну короткозорість. Проте, знаходячись у 1941 році, під загрозою захоплення міста німцями, допомагав військовим, даючи важливі дані щодо підземних тунелів у центрі міста.
У 1941—1944 рр. знаходився в евакуації у Грузії, переніс бідність й голод, працюючи викладачем у Тбілісі. Читав лекції в ХІБІ (ХНУБА) у 1943—1944 рр. та в Індустріальному інституті Наркомвугілля.
Повернувшись до Харкова у 1944 р., Гінзбург був шокований, дізнавшись про звіряче знищення нацистами харківських євреїв в ході Голокосту. Продовжив викладати, займатися науковою діяльністю, а також створенням міської єврейської общини. Домігся приміщення для громади на вулиці Сумській, 8 (будівля знесена, колишня філармонія), напроти кінотеатру «Перший Комсомольський». Був обраний головою общини, та невдовзі її закрили.
У 1945 р. Гінзбурга позбавили усіх посад і заборонили викладати. Його діяльність була визнана шкідливим проявом сіонізму.
Чотири роки він бідував, доки не захворів, потрапив до лікарні, де й помер 1949 року. Похований в Харкові на Третьому  міському цвинтарі.

## Творчість
Працював у стилях модерн та конструктивізм. Вперше в Харкові проєктував багатоповерхові прибуткові будинки із застосуванням залізобетонних конструкцій.
Автор проєктів більш ніж 120 будівель, з яких двадцять увійшли до Списку пам'яток архітектури Харкова.
Проєктував також будівлі у Харківській губернії (будинок Волинського в селі Карасівка — 1913; виноробний завод у Коломаці — 1906), Катеринославі (театр-клуб Громадського зібрання — 1909—1912; прибутковий будинок Гальперіна — 1914), Луганську (клуб і театр — 1913), Москві (прибутковий будинок Левіна — 1912), Сумах (театр «Тіволі» — 1909), Масандрі (дача Пестерева — 1912), Кисловодську (готель Вострякова — 1913).
Друкувався в «Південно-російській сільськогосподарській газеті», «Записках Харківського відділення Російського технічного товариства», «Зодчому», «Архітектурно-художньому тижневику». Написав книги: «Залізобетон» (1907) і «Про професійну організацію і етику архітекторів» (1915).
У 1916 році спільно із землеміром Н. Жаврідом зробив топографічний план Харкова з прилеглими передмістями, селищами і покажчиком. План був виданий накладом в 1000 екземплярів і поширений за підпискою.
У 1929 році запатентував свій винахід — сітчасті конструкції для великих прольотів.
У 1931 році отримав звання професора. Опублікував дві книги з геометрії просторових структур.
З початку 1930-х років конструктивізм, передвісником і основоположником якого вважають Гінзбурга, був заборонений, тому Олександр Маркович відійшов від архітектурного проєктування та будівництва. Але продовжив наукову роботу, займався не лише проблемами містобудування, мистецтвознавства, а й стереоскопічним кіно, теорією симетрії, кристалографії, оптикою і колористикою.
Викладав у інженерно-будівельному та інших вишах, консультував проєктувальників — в 1930-х Гінзбург став одним з найкращих в країні фахівців з акустики: він проєктував акустичні системи в Палаці піонерів і Будинку Червоної армії, в будівлі довоєнного Оперного театру.

### Будівлі в Харкові, зведені за проєктами Гінзбурга
| № п/п | Охоронний № | Адреса | Початкове використання                                                                   | Співавтори                                                                     | Дата будівництв                           | Сучасне використання | Зображення |
| ----- | ----------- | --- | ---------------------------------------------------------------------------------------- | ------------------------------------------------------------------------------ | ----------------------------------------- | --- | ---------- |
| 1     | 86          | вул. Сумська, 26 | Прибутковий будинок Ліорніце (модерн)                                                    | —                                                                              | 1910                                      | Житловий будинок, магазини, банки |            |
| 2     | 88          | вул. Сумська, 82а | Прибутковий будинок Бергера з крамницями (модерн)                                        | —                                                                              | 1908[джерело?]                            | Житловий будинок |            |
| 3     | 89          | вул. Сумська, 80 | Прибутковий будинок Ландо-Безверхова (модерн)                                            | —                                                                              | 1914                                      | Житловий будинок |            |
| 4     | 94          | вул. Сумська, 108 | Прибутковий будинок Павлова з крамницями (модерн)                                        | —                                                                              | 1912                                      | Житловий будинок |            |
| 5     | 110         | вул. Григорія Сковороди, 19 | Прибутковий будинок Селіванова (модерн)                                                  | —                                                                              | 1907                                      | Житловий будинок |            |
| 6     | 191         | вул. Каразіна, 5 | Особняк                                                                                  | Авторство Гінзбурга — ймовірне                                                 | Початок ХХ століття                       | Не використовується |            |
| 7     | 122         | вул. Чернишевська, 59 | Особняк                                                                                  | —                                                                              | Початок ХХ століття                       | Харківська обласна організація Спілки письменників |            |
| 8     | 241         | вул. Куликівська, 6 | Будинок табачного фабриканта Бураса                                                      | Авторство Гінзбурга — ймовірне                                                 | 1909                                      | Будинок культури профтехосвіти |            |
| 9     | 243         | вул. Куликівська, 12 | Навчальна споруда Єврейського благодійного товариства                                    | —                                                                              | 1909—1912                                 | Один із корпусів Фармацевтичного університету |            |
| 10    | 246         | вул. Громадянська, 25 | Фабрична будівля                                                                         | Автор невідомий. Реконструкція Гінзбурга                                       | Кінець ХІХ століття, реконструкція — 1910 | Обласне виробниче об'єднання «Фармація» |            |
| 11    | 263         | пров. Каплунівський, 4 | Житловий будинок                                                                         | —                                                                              | 1913                                      | Житловий будинок |            |
| 12    | 264         | пров. Грабовського, 4 так званий «Будинок золотої рибки» (фасад будівлі прикрашений фігурами тритонів, залізобетонні кронштейни, що підтримують широкий карниз будинку, зроблені у формі золотих рибок) | Приватне проєктувальне бюро Гінзбурга, магазин живої риби — на першому поверсі (модерн)  | Іліодор Загоскін                                                               | 1905                                      | Житловий будинок, магазини |            |
| 13    | 326         | вул. Нетіченська, 16 | Житловий будинок                                                                         | —                                                                              | 1910                                      | Музична школа № 5 |            |
| 14    | 327         | пров. Плетнівський, 7 | Житловий будинок Цетліна (модерн з елементами неокласицизму)                             | —                                                                              | 1916                                      | 24-та Міська дитяча клінічна лікарня (стаціонарне відділення) |            |
| 15    | 345         | вул. Гольдбергівська, 106 | Житловий будинок                                                                         | —                                                                              | Початок ХХ століття                       | Адміністративна будівля |            |
| 16    | 384         | вул. Коцарська, 23 | Флігель житловий                                                                         | —                                                                              | 1908                                      | Житловий будинок та флігель |            |
| 17    | 410         | вул. Сумська, 65 | Прибутковий будинок                                                                      | —                                                                              | 1913                                      | Житловий будинок |            |
| 18    | 413         | вул. Сумська, 45 | Житловий будинок                                                                         | —                                                                              | 1907                                      | Житловий будинок, магазини |            |
| 19    | 427         | вул. Римарська, 23 | Прибутковий будинок Єндовицького, пізніше — Фреймана (модерн з елементами неокласицизму) | Автор невідомий, реконструкція — Гінзбурга                                     | 1887, реконструкція — 1913                | Житловий будинок і установа «Горремстрой» |            |
| 20    | 629         | вул. Чоботарська, 45 | Прибутковий будинок                                                                      | —                                                                              | 1908                                      | Житловий будинок |            |
| 21    | —           | вул. Сумська, 6 | Прибутковий будинок із крамницями                                                        | Гінзбург реконструював його в стилі модерн                                     | Кінець ХІХ століття, реконструкція — 1910 | Житловий будинок |            |
| 22    | —           | вул. Сумська, 51 | Прибутковий будинок                                                                      | —                                                                              | Початок ХХ століття                       | Житловий будинок, книжковий магазин «Books». Сильно постраждав в ході реконструкцій та обстрілів у 2022 році. У 2024 році при реставрації зруйновано одну зі двох скульптур |            |
| 23    | —           | вул. Сумська, 88 | Житловий будинок                                                                         | деякі дослідники автором цього будинку вважають архітектора Мойсея Диканського | Початок ХХ століття                       | Житловий будинок, «Укрсиббанк», кафе |            |
| 24    | —           | вул. Сумська, 102 | Прибутковий будинок                                                                      | —                                                                              | Початок ХХ століття                       | — |            |
| 25    | —           | пров. Мовчанівський, 7 | Житловий будинок                                                                         | —                                                                              | 1910                                      | Знесено у 2011 році |            |
| 26    | —           | вул. Михайля Семенка, 15 | Житловий будинок                                                                         | —                                                                              | Початок ХХ століття                       | — |            |
| 27    | —           | вул. Михайля Семенка, 21 | Житловий будинок                                                                         | —                                                                              | 1912                                      | — |            |
| 28    | —           | вул. Куликівська, 8 | Житловий будинок                                                                         | —                                                                              | 1910                                      | — |            |
| 29    | —           | майдан Оборонний Вал, 8 | Житловий будинок                                                                         | —                                                                              | 1914                                      | Не зберігся |            |
| 30    | —           | вул. Юлія Чигирина, 4 | Житловий будинок                                                                         | —                                                                              | 1911                                      | — |            |
| 31    | —           | вул. Велика Панасівська, 67 | Іванівський пивоварний завод Ігнатіщева                                                  | —                                                                              | 1905                                      | Зруйновано у 2020 році для зведення ЖК «Новый дом на „Котлова“» |            |
| 32    | —           | вул. Свободи, 35 | Особняк                                                                                  | Авторство Гінзбурга — ймовірне                                                 | Початок ХХ століття                       | — |            |
| 33    | —           | — | Літній театр в саду Комерційного клубу                                                   | —                                                                              | 1912                                      | — |            |
| 34    | —           | пров. Кравцова, 15 | Синагога                                                                                 | —                                                                              | 1912                                      | Добудована. З 1957 року — Планетарій |            |
| 35    | —           | майдан Іподрому, 2 | Дерев'яні трибуни іподрому для кінних перегонів                                          | Здислав Харманський                                                            | 1906—1907                                 | Не збереглися |            |

## Праці
- Железобетон. Харьков, 1906.
- Застройка городов // Зодчий. 1915. № 39–40.
- О профессиональной организации и этике зодчих. Харьков, 1916.
- Побудова візерунків. Харків, 1927.
- Велике Запоріжжя. Харків, 1930.
- Симметрия на плоскости. Харьков, 1934.
- Симметрия на шаре. Харьков, 1935.

## Пам'ять
29 квітня 2024 року Харківська міська рада прийняла рішення про перейменування в Київському районі міста вулиці Жилярді, названої на честь російського архітектора доби ампіру, на честь Архітектора Гінзбурга.

## Додаткова література
1. Борисова Е. А., Каждан Т. П. Русская архитектура конца XIX — начала XX века. — М.: Наука, 1971. — 239 с.
2. Лейбфрейд А. Ю., Полякова Ю. Ю. Харьков. От крепости до столицы: Заметки о старом городе. — Х.: Фолио, 1998. — 335 с.
3. Ревский С. Б. Зодчие, инженеры, художники, участвовавшие в формировании Екатеринослава (конец XVIII — начало XX в.) / Методическая разработка. — Дп.:ДИСИ, 1981. — 98 с.
4. Ясиевич В. Е. От модерна к конструктивизму. Творчество архитектора А. М. Гинзбурга (1876—1949) // Строительство и архитектура. — 1976. — № 9.
5. Гінзбург Олександр Маркович [Архівовано 12 вересня 2013 у Wayback Machine.] // Давидич Т. Ф. Выдающиеся архитекторы Харькова XVIII — середины XX в. // На сайті про Харків: kharkov.ua (рос.)Воловик Л. Александр Маркович Гинзбург. К 130-летию со дня рождения //  — 2006. — № 8.
6. Дьяченко Н. Т. Улицы и площади Харькова. Очерк. — 4-е, испр. и доп. — Х. : Прапор, 1977. — 272 с. — 50 000 прим.
7. Гінзбург Олександр Маркович // Тимофієнко В. Г. Зодчі України кінця XVIII-початку XX століть: Біографічний довідник. — К. : НДІТІАМ, 1999. — 477 с. — ISBN 966-7452-1.6-6.
8. Харьков: Архитектура, памятники, новостройки: Путеводитель / Лейбфрейд А. Ю., Реусов В. А., Тиц А. А.. — Х. : Прапор, 1985. — 151 с. — 10 000 прим.
9. Тимофієнко В. І. Ґінзбурґ Олександр Маркович // Енциклопедія сучасної України / ред. кол.: І. М. Дзюба [та ін.] ; НАН України, НТШ. — К. : Інститут енциклопедичних досліджень НАН України, 2001–2025. — ISBN 966-02-2074-X.
10. Berkovich, Gary. Reclaiming a History. Jewish Architects in Imperial Russia and the USSR. Volume 1. Late Imperial Russia: 1891—1917. Weimar und Rostock: Grunberg Verlag. 2021. С. 96. ISBN 978-3-933713-61-2.